# 黎锡福
黎锡福（1909年12月—1976年5月29日），湖北黄安人，中国人民解放军将领、中国人民解放军开国少将。
曾任中国人民解放军第十三军副军长。1955年，授予中国人民解放军少将。后任昆明军区副参谋长、云南省军区司令员、山东省军区司令员。1976年去世，终年67岁。